# 第38軍 (德國國防軍)
第38軍（德語：XXXVIII Armeekorps），是二战期间德国國防軍陸軍的一個軍級部隊。該軍最初部署在西線（1940年），從1941年至戰爭結束，部署在東線北部的列寧格勒、沃爾霍夫河、庫爾蘭等地區。
1945年1月8日，第38军被重新命名为第38裝甲军（XXXVIII Panzerkorps），但其成員仍以步兵為主。

## 歷任指挥官
- 步兵上將埃里希·冯·曼施坦因：1940年2月1日至1941年2月28日
- 步兵上將腓特烈-威廉·馮·查皮斯（英语：Friedrich-Wilhelm von Chappuis）：1941年3月15日至1942年4月23日
- 步兵上將齐格弗里德·海尼克（英语：Siegfried Haenicke）：1942年4月23日至6月29日
- 炮兵上將库尔特·赫尔佐格（英语：Kurt Herzog）：1942年6月29日至1945年1月8日
- 炮兵上將霍斯特·冯·梅伦廷（英语：Horst von Mellenthin）：1945年1月8日至3月16日
- 炮兵上將库尔特·赫尔佐格：1945年3月16日至5月10日